# Guillaume Cassuto
Guillaume Cassuto é um artista visual, escritor e diretor franco-britânico. Ele é mais conhecido por ser o criador da série de animação O Elliott da Terra, da Cartoon Network . Ele também é conhecido pelo seu trabalho em O Incrível Mundo de Gumball como escritor e supervisor de composição.

## Carreira
Depois de se formar na Supinfocom, Guillaume Cassuto começou sua carreira trabalhando em comerciais, curta-metragens, programas de televisão e videoclipes. Ele foi artista de iluminação e renderização da Picasso Pictures, diretor técnico de iluminação, renderização e composição da Superfad, The Mill e Passion Pictures, e VFX e artista de renderização da Nexus Studios . De 2011 a 2017, ele trabalhou como artista de fundo, supervisor de composição e escritor da série da Cartoon Network, O Incrível Mundo de Gumball. Cassuto então deixou o programa em 27 de outubro de 2017 e criou a série de animação O Elliott da Terra, também da Cartoon Network . Mas a partir do final de outubro de 2019, Guillaume  Cassuto, devido a uma "separação mútua de caminhos" com o Cartoon Network, deixou a produção e deixou o cargo de showrunner. Cassuto está atualmente a viver em Londres, Inglaterra . Em 2021, ele atualmente dirige projetos de animação e videoclipes.

## Filmografia

### Curtas
| Ano  | Título      | Função                                         |
| ---- | ----------- | ---------------------------------------------- |
| 2007 | Doggy Bag   | Co-Diretor                                     |
| 2008 | This Way Up | Artista de iluminação, Artista de renderização |

### Televisão
| Ano           | Título                      | Função                                                                   |
| ------------- | --------------------------- | ------------------------------------------------------------------------ |
| 2011–2017     | O Incrível Mundo de Gumball | Supervisor de composição (S2-S5), Artista de fundo (S2), Escritor (S2-4) |
| 2021-presente | O Elliott da Terra          | Co-criador, Showrunner (2018-19), Escritor                               |

### Videoclipes
| Ano  | Título         | Função |
| ---- | -------------- | --- |
| 2012 | Rock It For Me | Diretor, Diretor de Arte, Artista de Storyboard, Editor, Coordenador de Produção, Supervisor de CG, Artista de Iluminação, Artista de Renderização, Compositor |
| 2012 | Architecture   | Animador, Pós-produção |
| 2018 | Humility       | Compositor |

### Videojogos
| Ano  | Título    | Função               |
| ---- | --------- | -------------------- |
| 2019 | Wargroove | Compositor (trailer) |